# Ashley Roberts
Ashley Allyn Roberts (Phoenix, 14 de setembro de 1981) é uma cantora, compositora e dançarina estadunidense. Ficou conhecida como integrante do grupo The Pussycat Dolls. Foi jurada por duas temporadas de Dancing on Ice e apresentadora de vários programas de televisão, como Ant & Dec's Saturday Night Takeaway. Ela também participou da série de 2018 do Strictly Come Dancing da BBC, onde chegou à final e atualmente tem a maior média de pontuação de qualquer concorrente.

## Biografia
Roberts nasceu em Phoenix, Arizona, e frequentou a Shadow Mountain High School. Ela é descendente de galeses. Ela começou a dançar aos três anos de idade e cantar às oito. O pai de Roberts era baterista do Mamas & the Papas, mais tarde se tornando um revendedora de automóveis e sua mãe era instrutora de Pilates. Ambos a inspiraram a fazer parte da indústria do entretenimento.
O cabelo de Roberts era morena durante sua adolescência, como mostrado nos vídeos "Oh Aaron" e "Not Too Young, Not Too Old" de Aaron Carter.
Durante os intervalos de verão do ensino médio, Roberts viajou para a Califórnia para estudar dança moderna. Depois do ensino médio, aos 19 anos, ela se mudou permanentemente para Los Angeles. Roberts tem aparecido em comerciais de televisão e vídeos musicais.

## Carreira

### 2003–09: Carreira com o Pussycat Dolls

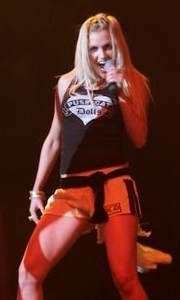
Ashley em 2006.

Dentro de seis meses de sua mudança, Roberts fez o teste para as Pussycat Dolls. Naquela época, as Pussycat Dolls eram uma trupe burlesca moderna e underground. Seguindo sua crescente popularidade, os produtores musicais Jimmy Iovine e Ron Fair se envolveram com o grupo, ajudando-os a se transformar em uma franquia. A antiga companhia de dança evoluiu para um conjunto de música pop. Os únicos membros da trupe que permaneceram após o processo de reedição foram Robin Antin (assumindo as funções criativa, executiva e gerencial), Carmit Bachar, Cyia Batten, Kasey Campbell, Kimberly Wyatt, Jessica Sutta e Ashley Roberts. Depois de mais algumas audições, as cantoras Nicole Scherzinger, Melody Thornton e Kaya Jones foram adicionadas ao grupo. Em 2004, elas gravaram "We Went Wanna To Go Like Like Going" para a trilha sonora de Shark Tale e gravou o single, "Sway", que é destaque na trilha sonora de Shall We Dance? Jones deixou o grupo em 2005, Batten e Campbell saíram antes.
As Pussycat Dolls foram lançadas em reconhecimento após o lançamento do PCD, que continha os singles número um "Don't Cha", "Buttons" e "Stickwitu". Roberts cantou com Bachar e Sutta no Lado B do single "Santa Baby". A saída de Bachar do grupo antecedeu o lançamento de seu segundo e último álbum de estúdio, Doll Domination, que contém singles de sucesso, "When I Grow Up, "I Hate This Part" e "Jai Ho! (You Are My Destiny)". Roberts gravou uma música solo chamada "Played" contida na edição de luxo.
Em 29 de janeiro de 2010, Jessica Sutta revelou a E! Online que ela havia sido expulsa do grupo, devido a uma costela quebrada que sofreu durante uma turnê com o grupo, e assim confirmou sua saída. Em 26 de fevereiro, Kimberly Wyatt confirmou que ela também estava deixando o grupo. No dia seguinte, Ashley Roberts anunciou sua saída do grupo através de seu site. Em uma carta para seus fãs, ela fez o seguinte anúncio:
Sim, deixei as Pussycat Dolls. Eu amo todas vocês muuuito demais, Sou muito grata por ter o amor e apoio de todas vocês. Foi um passeio incrível e eu aprendi muito! Vocês todas significam o mundo para mim e estou animada para levar todos vocês em uma nova aventura. Uma aventura cheia de criatividade, inspiração, aprendizado, crescimento e muita diversão.
Wyatt confirmou mais tarde que todos os membros haviam saído do grupo, incluindo Melody Thornton. Apesar dessas mudanças, em 24 de maio, rumores de uma terceira formação se juntaria a Scherzinger. No entanto, no final de 2010, Scherzinger deixou oficialmente o grupo para seguir uma carreira solo. Como resultado, a formação do conjunto original tinha oficialmente dissolvido. O grupo já vendeu 54 milhões de discos em todo o mundo, tornando-se um dos girl groups mais vendidos de todos os tempos.
Roberts fez sua estreia no cinema como Brooke no filme de dança/ drama/ romance Make It Happen com a atriz Mary Elizabeth Winstead e Riley Smith. A produção durou de 8 de agosto a 17 de setembro de 2007, e o filme foi dirigido por Darren Grant e distribuído pela The Weinstein Company . Ele estreou em 8 de agosto de 2008 no Reino Unido com análises mistas, mas positivas em sua maioria.

### 2010–2018: Carreira solo eButterfly Effect
Depois de deixar as Dolls, Roberts viajou pelo mundo, seguiu a guru Amma e fez várias aulas de dança/atuação. Em 2010, Roberts lançou sua primeira música solo, um cover de "A Summer Place" e foi lançado no iTunes em 28 de setembro. Roberts também fez uma aparição no videoclipe do ex-companheiro de banda Wyatt para o single "Stars in Your Eyes". Em 14 de junho de 2012, ela fez uma aparição no videoclipe de Bobby Newberry para seu single de estreia, "Dirrty Up", com a ex-com panheira de banda Melody Thornton. Em 10 de outubro de 2012, Roberts lançou uma prévia de uma versão cover de "All In A Day", de Bobby Newberry, produzida pelos Invaders. A versão completa foi lançada no final de outubro. Em 5 de novembro, Roberts anunciou que seu primeiro single solo oficial seria Yesterday e seria lançado naquela semana.
Em 7 de novembro de 2012, foi confirmado que Roberts iria competir na décima segunda série do reality show britânico I'm a Celebrity...Get Me Out of Here!, exibido no ITV terminando como vice-campeão de Charlie Brooks. Apesar de não ganhar, ela provou ser uma figura pública popular durante seu tempo no show e lançou sua carreira solo no Reino Unido.
Em 25 de maio de 2014, o single "Clockwork", de Roberts, foi lançado. Em 1 de setembro de 2014, o álbum de estreia de Roberts, Butterfly Effect, gravado no Metropolis em Chiswick, Londres, foi lançado. Foi precedido pelo novo single "Woman Up".

### 2019–presente: Reunião das The Pussycat Dolls e Unfinished Bussiness Tour 2020
Em 30 de novembro de 2019, as Pussycat Dolls voltaram para um incrível retorno no The X Factor: Celebrity, apresentando-se na final do programa com os hits de sucesso Buttons, When I Grown Up e Don't Cha. O grupo cantou seu single React no programa lançando o videoclipe em novembro de 2019. Em 2022 a turnê foi cancelada devido a problemas entre Nicole Scherzinger e Robin Antin.

## Discografia
- Butterfly Effect (2014)

## Filmografia
| Ano       | Título                                | Papel              | Notas                                               |
| --------- | ------------------------------------- | ------------------ | --------------------------------------------------- |
| 1999      | The Nanny                             | Alex Fine          | 1 episódio, "The Game Show"                         |
| 2005      | Be Cool                               | ela própria        | Papel principal                                     |
| 2007      | Dancelife                             | ela própria        |                                                     |
| 2008      | Rock and a Hard Place                 | ela própria        |                                                     |
| 2008      | Make It Happen                        | Brooke             | Papel principal                                     |
| 2008–2009 | MTV News                              | ela própria        | 6 episódios                                         |
| 2010      | Maxim Does Spring Break               | ela própria        | Papel principal                                     |
| 2010      | Dance Your Ass Off                    | ela própria        | Papel de apoio                                      |
| 2010      | Ambush Karaoke                        | ela própria        | Papel de apoio                                      |
| 2011      | Temptation of Wife                    | Papel de apoio     |                                                     |
| 2011      | All About Aubrey                      | ela própria        | 2 episódios                                         |
| 2011      | VH1'S 100 Greatest Songs of the 00s   | ela própria        |                                                     |
| 2012      | VH1's 100 Greatest Women In Music     | ela própria        |                                                     |
| 2012      | Total Drama                           | Voz de Sindy       | 3 episódios                                         |
| 2012      | 90210                                 | Penny              | 1 episódio, "Into the Wild"                         |
| 2012      | I'm a Celebrity...Get Me Out of Here! | ela própria        | Conseguiu o segundo lugar                           |
| 2013–2014 | Dancing on Ice                        | ela própria        | Jurada                                              |
| 2013–2016 | Ant & Dec's Saturday Night Takeaway   | Apresentadora      | Episódio; 'Ant vs. Dec' e 'Best Seats in the House' |
| 2013      | This Morning                          | ela própria        | Repórter do I'm a Celebrity...                      |
| 2014      | WWE Legends House                     | Apresentadora      |                                                     |
| 2015      | The Jump                              | Concorrente        | Série secundária                                    |
| 2015      | Keith Lemon's Back T'Future Tribute   | Lorraine           |                                                     |
| 2015–2016 | The Keith Lemon Sketch Show           | Vários personagens |                                                     |
| 2016–2018 | 1st Look                              | ela própria        |                                                     |
| 2017      | Let It Shine                          | Juíza convidada    | 1 episódio                                          |
| 2017      | Would I Lie To You                    | Painelista         | 1 episódio                                          |
| 2018      | The Crystal Maze                      | Concorrente        | 1 episódio                                          |
| 2018      | Keith Lemon: Coming In America        | ela própria        |                                                     |
| 2018      | Strictly Come Dancing                 | Concorrente        |                                                     |

## Documentários
| Ano  | Título                 | Papel     | Notas                                  |
| ---- | ---------------------- | --------- | -------------------------------------- |
| 2012 | VH1's Behind The Music | ela mesma | Nicole Scherzinger e Brief sobre o PCD |